# Sliedrecht Sport 2019-2020 (femminile)
Questa voce raccoglie le informazioni riguardanti lo Sliedrecht Sport nelle competizioni ufficiali della stagione 2019-2020.

## Organigramma societario
Area direttiva
- Presidente: Harm van der Veen

Area tecnica
- Primo allenatore: Vera Koenen

## Rosa
| N° | Nome                  | Ruolo | Data di nascita | Nazionalità sportiva |
| -- | --------------------- | ----- | --------------- | -------------------- |
| 1  | Christie Wolt         | S     | 5 maggio 1998   | Paesi Bassi          |
| 2  | Brechtje Kraaijvanger | O     | 30 marzo 1998   | Paesi Bassi          |
| 3  | Danielle Smith        | P     | 29 aprile 1990  | Canada               |
| 4  | Jolijn de Haan        | O     | 3 ottobre 2002  | Paesi Bassi          |
| 5  | Emma Rekar            | L     | 17 maggio 1998  | Paesi Bassi          |
| 6  | Fleur Savelkoel       | S     | 22 agosto 1995  | Paesi Bassi          |
| 7  | Esther van Berkel     | S     | 31 agosto 1990  | Paesi Bassi          |
| 8  | Laura de Jong         | S     | 17 luglio 1994  | Paesi Bassi          |
| 9  | Lisanne Baak          | C     | 25 giugno 1994  | Paesi Bassi          |
| 10 | Carlijn Jans          | C     | 24 luglio 1987  | Paesi Bassi          |
| 11 | Ana Rekar             | P     | 19 gennaio 1995 | Paesi Bassi          |
| 12 | Denise de Kant        | C     | 27 luglio 1997  | Paesi Bassi          |
| 19 | Nienke Snelting       | C     | 16 marzo 1993   | Paesi Bassi          |

## Statistiche

### Statistiche di squadra
| Competizione          | Punti | In casa | In casa | In casa | In trasferta | In trasferta | In trasferta | Totale | Totale | Totale |
| Competizione          | Punti | G       | V       | P       | G            | V            | P            | G      | V      | P      |
| --------------------- | ----- | ------- | ------- | ------- | ------------ | ------------ | ------------ | ------ | ------ | ------ |
| Eredivisie            | 50    | 10      | 9       | 1       | 12           | 11           | 1            | 22     | 20     | 2      |
| Coppa dei Paesi Bassi | -     | 0       | 0       | 0       | 3            | 3            | 0            | 4      | 4      | 0      |
| Supercoppa olandese   | -     | -       | -       | -       | -            | -            | -            | 1      | 1      | 0      |
| Coppa CEV             | -     | 1       | 0       | 1       | 1            | 0            | 1            | 2      | 0      | 2      |
| Totale                | -     | 11      | 9       | 2       | 16           | 14           | 2            | 29     | 25     | 4      |

### Statistiche delle giocatrici
| Giocatrice      | Coppa CEV | Coppa CEV | Coppa CEV | Coppa CEV | Coppa CEV |
| Giocatrice      | P         | PT        | AV        | MV        | BV        |
| --------------- | --------- | --------- | --------- | --------- | --------- |
| L. Baak         | 2         | 9         | 5         | 3         | 1         |
| J. de Haan      | 2         | 17        | 15        | 1         | 1         |
| L. de Jong      | 1         | 0         | 0         | 0         | 0         |
| D. de Kant      | -         | -         | -         | -         | -         |
| C. Jans         | 2         | 13        | 11        | 1         | 1         |
| B. Kraaijvanger | 2         | 4         | 4         | 0         | 0         |
| N. Snelting     | 0         | 0         | 0         | 0         | 0         |
| A. Rekar        | 2         | 5         | 4         | 0         | 1         |
| E. Rekar        | 2         | 0         | 0         | 0         | 0         |
| F. Savelkoel    | 2         | 8         | 5         | 2         | 1         |
| D. Smith        | 2         | 0         | 0         | 0         | 0         |
| E. van Berkel   | 2         | 12        | 11        | 1         | 0         |
| C. Wolt         | 1         | 7         | 5         | 0         | 2         |

P = presenze; PT = punti totali; AV = attacchi vincenti; MV = muri vincenti; BV = battute vincenti

NB: Non sono disponibili i dati relativi alla Eredivisie, alla Coppa dei Paesi Bassi e alla Supercoppa olandese